# Mikhail Filonenko-Borodich

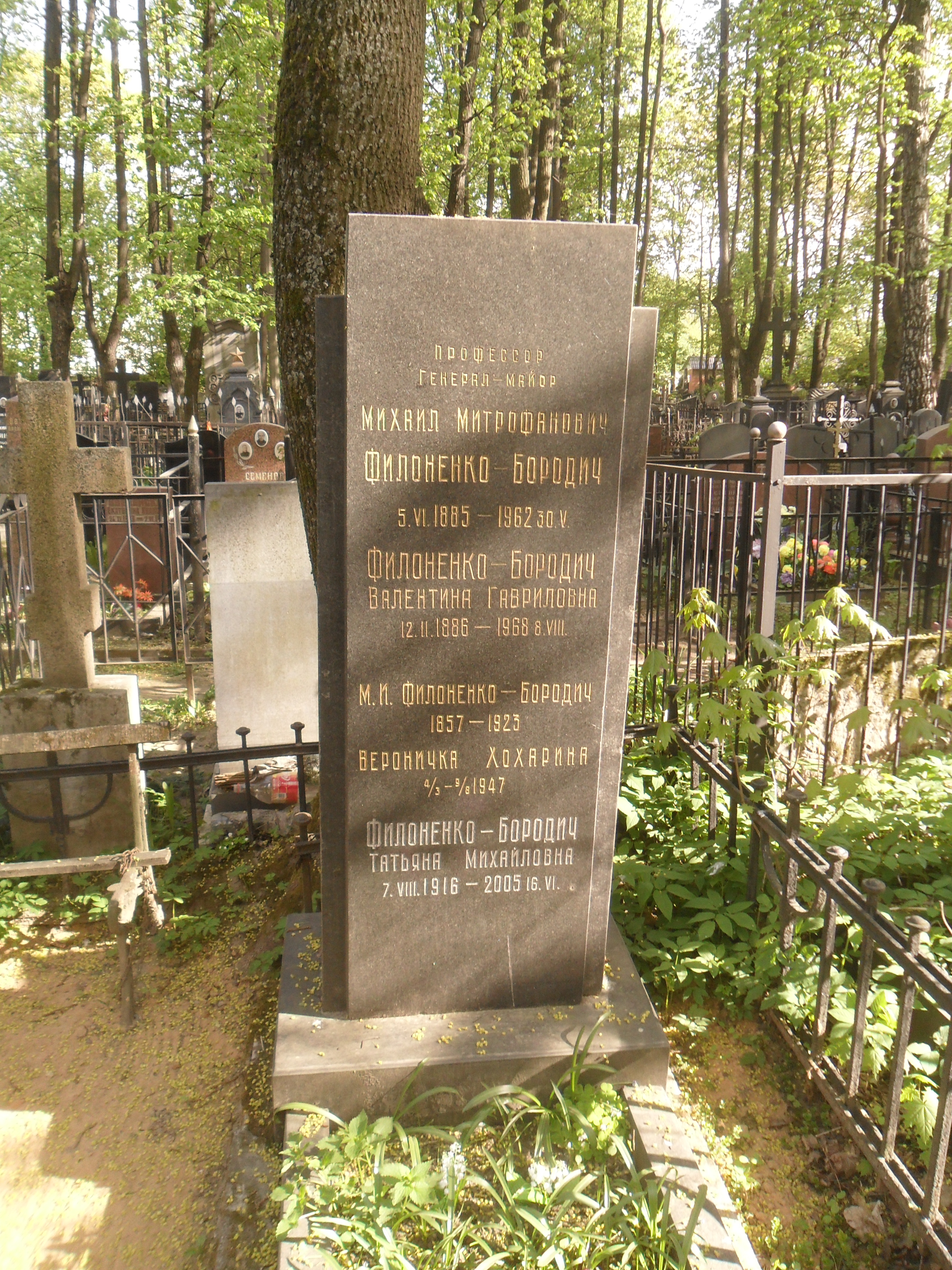
Lápide do General Mikhail Filonenko-Borodich no cemitério de Vvedensky em Moscou.

Mikhail Mitrofanovich Filonenko-Borodich (Glukhov, atual Oblast de Sumi, Ucrânia, 23 de maio de 1885 — Moscou, 30 de maio de 1962) foi um general engenheiro e cientista soviético.
Foi professor da Universidade Estatal de Moscou em 1930. Sua área de trabalho foi principalmente  a teoria da elasticidade, mecânica estrutural e resistência dos materiais.

## Obras
- Theory of elasticity. Nova Iorque : Dover, 1965.

## Prêmios
- Honrado Cientista do RSFSR (1940)
- Ordem de Lênin [3]
- Ordem do Estandarte Vermelho [4]
- Ordem da Estrela Vermelha [4]
- Prêmio de Leonid A. Tolokonnikova de Mecânica (2013) [5]